# 中野インターチェンジ (広島県)
中野インターチェンジ（なかのインターチェンジ）は、広島県広島市安芸区中野東町にある国道2号（東広島バイパス）のインターチェンジである。
広島市街地方面のみ出入り可能なハーフインターチェンジである。

## 道路
- 国道2号（東広島バイパス）

## 接続道路
- 広島市道押手線（才の瀬橋交差点で国道2号現道と接続）

## 沿革
- 2006年（平成18年）3月25日 : 中野IC - 海田東IC間 (2.7km) 開通に伴い供用開始
- 2014年（平成26年）3月29日 : 瀬野西IC - 中野IC間 (4.4km) 開通[1]

## 周辺
- 安芸中野駅 （JR山陽本線）
- 広島市安芸区スポーツセンター
- カワダ工場

## 隣
国道2号 （東広島バイパス）
中野東IC - 中野IC - 海田東IC

## 備考
- 国道2号（現道）とのアクセスを担う広島市道押手線は、住宅地を通過する上、インターチェンジの手前では急カーブがあるため走行には注意が必要である。